# Синявка (притока Росави)
Синя́вка  — невелика річка в Україні. Протікає територією Київської та Черкаської областей. Ліва притока річки Росава (басейн Росі). Стара назва Каличинка див. Бранденбург Н.Е. Журнал раскопок 1888-1902. – Спб, 1908. с.85.
Річка бере початок з невеликої балки на західній околиці села Ведмедівка Обухівського району. Протікає на північний схід до кордону з Черкаською областю. По території Черкаського району стає звивистою, тут збудовано багато ставків. Після села Лазірці повертає на південь та південний захід. Впадає до річки Росава в селі Синявка.
Живлення дощове, влітку пересихає, має декілька дрібних приток-струмків. Нижня течія заболочена. Береги порослі чагарниками та засаджені деревами. Використовується для водопостачання та риболовлі.
Над річкою розташовані села Канівського району Черкаської області:
- Потапці, Лазірці, Козарівка та Синявка.

На струмках-притоках розташовані також села Пищальники і Курилівка та селища Райок і Орловець.
В Синявці та Лазірцях через річку збудовані мости.